# Холостячки у Вегасі
«Холостячки у Вегасі» — кінофільм режисера Джейсона Фрідберга та Аарона Зельцера, що вийшов на екрани в 2013.

## Зміст
Перед тим як вийти заміж, молода красуня відправляється з трьома найкращими подружками на свою останню холостяцьку вечірку в Лас-Вегас. Все, що трапляється, на краще - свідчить народна мудрість. Невже це так, навіть якщо все божевілля, що відбувається в Лас-Вегасі, буде записано на відео? ..

## Вплив на популярну культуру
Пародією на фільм є кліп російської групи Serebro Мама Люба (сцена в машині). Також пародією на фільм став кліп Лободи (сцена зі стриптизером).

## Ролі
| Актор           | Роль |
| --------------- | ---- |
| Дезрі Холл      | -    |
| Саманта Колберн | -    |
| Едвіна Річард   | -    |
| Кріста Фленеган | -    |
| Дженні Лін      | -    |
| Скайлер Стоун   | -    |
| Хантер Драго    | -    |
| Нік Стіл        | -    |
| Емін Джозеф     | -    |
| Гайл Бранко     | -    |

## Знімальна група
- Режисер — Джейсон Фрідберг, Аарон Зельцер
- Сценарист — Джейсон Фрідберг, Аарон Зельцер
- Продюсер — Джейсон Блум, Пітер Сафран, Ден Кліфтон